# Gornji Petrovići
Gornji Petrovići szerb falu Bosznia-Hercegovinában, a Bosznia-hercegovinai Föderáció Una-Szanai kantonjában, Bosanska Krupa községben.

## Fekvése
Bosznia-Hercegovina északnyugati részén, Bihácstól légvonalban 30, közúton 44 km-re kelet-északkeletre, Bosanska Krupa központjától légvonalban 7, közúton 10 km-re keletre fekvő dombos, erdős területen fekszik. Petrovići falu egy karsztsíkságon található, az Arapuška-völgy Gornji és Donji Petrovići részekre választja el, melyek csak egy-egy keskeny földdarabból állnak Arapuša és Mali Badić között. A települést a Vrelce, a Točak, a Zmijanjčevac és Stuboi Vodice források látják el vízzel. A falu házcsoportokra oszlik, melyek szeres jelleggel, szétszórtan helyezkednek el a területén. A házak 20-50 m-re, a házcsoportok 100-300 m-re vannak egymástól.

## Népessége
| Nemzetiségi csoport | Népesség 1991 | Népesség 2013 |
| ------------------- | ------------- | ------------- |
| Szerb               | 459           | 47            |
| Bosnyák             | 0             | 0             |
| Horvát              | 0             | 0             |
| Jugoszláv           | 4             | 0             |
| Egyéb               | 1             | 0             |
| Összesen            | 464           | 47            |

## Története
A régészeti leletek tanúsága szerint területe már a történelem előtti időkben is lakott volt. A határában dominánsan emelkedő domb ovális platóján a Kekica Glavica nevű lelőhelyen őskori erődített település maradványai találhatók.
A falu nevét az első betelepülő Petrović családról kapta, akik ezután nem tudni, mikor és hová költöztek. Valószínű, hogy a török uralmának első éveiben ott tartózkodott néhány család az alpesi vidékek felé vette az irányt. Az eltűnt településeken élt családokra emlékeztet a Radnović Brdo helynév is.
A helyi hagyomány szerint „régen” állt a faluban egy ortodox templom, amelyet, miután az összes ott tartózkodó embert lemészárolták felgyújtottak. A romokat és a csontokat 1933 júniusában tárták fel, majd a helyére új templomot építettek. Kekić Glavica alatt 421 m magasságban valóban állt egy templom, melynek máig felismerhetőek az alapjai, körülötte az alig észrevehető sírokkal. Az 1788-1792-es osztrák-orosz-török háború során a település elpusztult és csak a 19. század első felében települt újra. A boszniai háború során lakosságának többsége elmenekült a falut elfoglaló bosnyák csapatok elől, az elesettek emléktábláját a templomban avatták fel.

## Nevezetességei
- Antiokheiai Szent Margit vértanú tiszteletére szentelt ortodox temploma 1934-ben épült a középkori templom helyén.

- Őskori erődített település maradványai a Kekica Glavica lelőhelyen. A lelőhelyet Franjo Fiala régész tárta fel, majd Branko Gavela végzett itt egy szondázó ásatást 1959-ben. Borivoj Čović és Branka Raunig állapították meg, hogy a kőfalakkal körülvett lelőhely területe eléri a 11 000 négyzetmétert, azaz több mint egy hektárra terjed ki. A kultúrrétegek a déli és a nyugati részen maradtak fenn, melyek mélysége a falak mentén eléri a 3,7 métert. A gazdag régészeti leletek többségét cseréptöredékek alkották. A rétegek a késő bronzkortól a római korig terjedő időszakról adtak információkat. Ennek a magaslatnak a lejtőin a vaskorból származó hamvasztásos sírokat is találtak.[5]